# محاولة انقلاب 2003 في موريتانيا
في 8 9 يونيو 2003، وقعت محاولة انقلاب عنيفة في موريتانيا، قادها الرائد صالح ولد حننا، الذي كان قائداً لقسم للمتمردين في الجيش، وأسفرت عن معارك عنيفة استمرت يومين في العاصمة نواكشوط، قبل أن تَهزم القوات الموالية للرئيس العقيد معاوية ولد سيدي أحمد الطايع جنود الانقلابيين.
بعد ذلك فاز الطايع في الانتخابات الرئاسية في 7 نوفمبر 2003 بأكثر من 67٪ من الأصوات، وسط مزاعم المعارضة بتزوير الانتخابات. تم القبض على مرشح المركز الثاني ورئيس الدولة السابق، العقيد محمد خونه ولد هيداله، قبل الانتخابات وبعدها مباشرة، واتهم بالتخطيط لانقلاب.
استطاع ولد حننا في البداية أن يفر إلى الخارج ويؤسس مع بعض زملائه تنظيم فرسان التغيير. ولكن تم القبض عليه في نهاية المطاف أواخر عام 2004 وحُكم عليه بالسجن مدى الحياة (بدلاً من عقوبة الإعدام الموصى بها) جنبًا إلى جنب مع متآمرين مزعومين آخرين في أوائل عام 2005.
في أعقاب انقلاب 2005، الذي أطاح بالطايع، أُطلق سراح ولد حننا في عفو أعلنه المجلس العسكري الجديد، المجلس العسكري للعدالة والديمقراطية.